# سمنو
سمنو قرية ليبية تقع شمال شرق مدينة سبها بمسافة 60 كم، وجنوب واحة الزيغن بمسافة 10 كم، وبمسافة 30 كم عن واحة تمنهنت. وتشكّل هذه الواحات (سمنو، الزيغن، تمنهنت) ما يعرف بوادي البوانيس الممتد من الجفرة شمالًا وحتى غدوة وتمسة جنوبًا. تحد مدينة سمنو من ناحية الغرب كثبان رملية تمتد لمسافات شاسعة فيما بعد لتشكّل بحر رمال زلاف مرورًا بواحة تمنهنت. ومن ناحية الشرق تمتد أراضي يكسوها الحصى أحيانا وفي أحيان أخرى أحجار الصماء تشكل بداية امتداد سرير القطوسة.
سكان الواحة عددهم يناهز 5000 نسمة، وتتوفر الواحة على بعض المرافق والخدمات العامة، مثل مقر بلدية وادي البوانيس، مركز الثقافة، مكتب الضمان، مكتب للتضامن، مصرف شمال أفريقيا، مستوصف، مركز صحي، و عدد 2 مدارس ابتدائية، مدرسة إعدادية، ومدرسة ثانوية، ومعهد متوسط، مبنى غير مكتمل للمعهد العالي للإدارة، وعدد 6 مساجد، وبريد عام، ومبنى نيابة عامة محكمة ابتدائية. ومكتب للسجل المدني ونادي العلا تحت التجديد .